# Краффт Вернер Єгер
Краффт Вернер Єгер (нім. Krafft Werner Jaeger; 6 липня 1919, Штутгарт — 13 березня 2008, Бад-Раппенау) — німецький офіцер, бізнесмен, кінолог і ентомолог, гауптман вермахту (20 квітня 1945). Кавалер Німецького хреста в золоті.

## Біографія
Син Фрідріха Густава Єгера і його дружини Марії-Елізабет, уродженої Шлее. Після закінчення школи в 1938 році був призваний в Імперську службу праці в Фюрстенвальді. В складі будівельного батальйону ІСП взяв участь в Польській кампанії. Згодом перейшов у вермахт і взяв участь у Французькій кампанії, після якої навчався у військовому училищ в Потсдамі, в лютому 1941 року одержав офіцерський патент Учасник Німецько-радянської війни, під час битви за Москву був важко поранений і провів декілька тижнів на лікуванні. Після одужання в січні 1942 року переведений в охоронний батальйон «Велика Німеччина» в Берліні. В лютому Єгер зустрівся з батьком на похороні матері, яка загинула під час бомбардування. Єгер-старший розповів синові про свою участь в Опорі і плани скинути Адольфа Гітлера. Єгер погодився приєднатись, оскільки батько мав очолити його батальйон. Проте згодом Єгера перевели з Берліна в запасні частини у Франкфурті-на-Одері. Там він спробував долучити до Опору довіреного лейтенанта, проте той здав Єгера. 1 квітня 1943 року його заарештували і ув'язнили в берлінській в'язниці на Лертрештрассе. 2 липня він був виправданий Імперським воєнним судом через відсутність доказів. Після звільнення служив у Італії і Данії. Незабаром після провалу Липневої змови на початку серпня 1943 року Єгера заарештували в італійській лікарні, де він лікувався після чергового поранення. Двоє офіцерів вермахту доставили Єгера в Берлін, де його посадили у в'язницю гестапо на Принц-Альбрехт-Штрассе 8. 13 серпня переведений у в'язницю на Лертрештрассе, 20 лютого 1945 року — в концтабір Заксенгаузен, де був позначений як в'язень, чиє можливе звільнення було «небажаним». Як службовець вермахту Єгер перебував у «виховному блоці», працював у табірній кухні, адміністрації в'язнів і спостерігачем ППО. 20 квітня 1945 року призначений командиром табірного фольксштурму, проте через 2 дні розпочалась евакуація табору, і Єгера разом з іншими в'язнями відправили маршем смерті. Згодом був інтернований союзниками. Дав численні свідчення про службовців Заксенгаузена, чим допоміг затримати тих, хто скоював злочини в таборі.
Після звільнення в 1946 році займався численними професіями, включаючи палітурника і графіка. В 1957-60 роках був бізнесменом (продавав будинки), після чого став кінологом і розводив азійських собак. В 1978 році став ентомологом, вивчав метеликів. Автор численних статей і книг з ентомології та кінології.  З 1990 року присвятив себе вивченню історії своєї сім'ї, сприяв відкриттю меморіальної дошки на честь свого батька в місті Кірхберг-ан-дер-Ягст, а також був присутній на перейменуванні вулиці у Вюнсдорфі, яку назвали на честь Фрідріха Густава Єгера (Fritz-Jaeger-Allee).

## Нагороди
- Пам'ятна Олімпійська медаль
- Німецька імперська відзнака за фізичну підготовку в бронзі
- Медаль «У пам'ять 13 березня 1938 року»
- Медаль «У пам'ять 1 жовтня 1938» із застібкою «Празький град»
- Медаль «У пам'ять 22 березня 1939 року»
- Медаль «За вислугу років у Вермахті» 4-го класу (4 роки)
- Медаль «За Іспанську кампанію» (Іспанія)
- Орден військових заслуг (Іспанія)
- Медаль «За Атлантичний вал»
- Залізний хрест 2-го і 1-го класу
- Хрест Воєнних заслуг 2-го класу з мечами
- Штурмовий піхотний знак в сріблі
- Рятувальна медаль (1933) (1941)
- Нагрудний знак «За поранення»
  - в чорному (1941)
  - в золоті (1944)
- Нарукавна стрічка «Крит»
- Нарукавна стрічка дивізії «Велика Німеччина»
- Медаль «За зимову кампанію на Сході 1941/42» (1942)
- Відзнака для східних народів 2-го класу в сріблі з мечами
- Медаль «Хрестовий похід проти комунізму» (Румунія)
- Холмський щит
- Дем'янський щит
- Нарукавна стрічка «Африка»
- Медаль «За італо-німецьку кампанію в Африці» (Італія)
- Орден «За хоробрість» 4-го ступеня, 2-й клас (Болгарія)
- Почесний знак протиповітряної оборони 1-го ступеня
- 4 нарукавних знаки «За знищений танк» (3 золотих і 1 срібний) — за 16 знищених танків.
- Нагрудний знак ближнього бою в бронзі
- Німецький хрест в золоті (23 грудня 1943)